# Хиуаз
Хиуаз (каз. Хиуаз, до 2018 г. — Да́шино) — село в Курмангазинском районе Атырауской области Казахстана. Новое название село получило в честь советской лётчицы Великой Отечественной войны Хиуаз Доспановой. Административный центр сельского округа Жанаталап. Находится примерно в 16 км к западу от села (Ганюшкино) ныне Курмангазы. Код КАТО — 234653100.

## Население
В 1999 году население села составляло 2811 человек (1382 мужчины и 1429 женщин). По данным переписи 2009 года, в селе проживало 3009 человек (1495 мужчин и 1514 женщин).